# 白玛旺堆
白瑪旺堆（藏語：པདྨ་དབང་འདུས་，威利转写：pad+ma dbang 'dus，1967年2月—），西藏芒康人。男，藏族。1987年7月參加工作，1991年10月加入中國共產黨。在職研究生學歷。现任西藏自治区政协副主席。

## 簡歷
1983年9月至1987年7月，在湖北省水利學校陸地水文專業學習。1987年7月，任西藏自治區水文總站昌都水文水資源勘測大隊技術員、副大隊長。1991年6月，任西藏自治區水文總站羊湖水文水資源勘測大隊大隊長。1992年6月，任西藏自治區水文水資源勘測局副局長（1994年9月至1996年7月間，在中共中央黨校西藏民族幹部培訓班學習）。1997年1月，任西藏自治區水利技術服務總站黨委書記。1999年4月，任西藏自治區水利規劃勘測設計研究院副院長（正縣級）。
2000年4月，任西藏自治區水利廳黨組成員、副廳長（其間：2000年5月至2000年11月，掛職任水利部建設與管理司副司長；2001年9月至2003年7月，在四川省工商管理學院工商管理專業在職研究生學習；2004年6月至2004年9月，在國務院發展研究中心公共管理高級培訓班學習）。2005年7月，任西藏自治區水利廳黨組副書記、廳長。2012年4月，西藏自治區阿里地委副書記、行署專員。2015年6月，任西藏自治區阿里地委書記，阿里軍分區黨委第一書記。2016年11月，當選中共西藏自治區黨委常委。2017年1月，任中共西藏自治區黨委常委、拉薩市委書記，拉薩警備區黨委第一書記。2021年1月，任西藏自治区人民政府常务副主席。
2021年12月，卸任西藏自治区政府常务副主席，翌年1月当选为自治区政协副主席、党组成员。

## 外部連結
- 白瑪旺堆 簡歷 （页面存档备份，存于） 人民網 2017-01-22

| 中国共产党职务         | 中国共产党职务                                     | 中国共产党职务  |
| ---------------------- | -------------------------------------------------- | --------------- |
| 前任： 齊扎拉          | 中國共產黨拉薩市委員會書記 2017年1月－2021年1月    | 繼任： 严金海   |
| 前任： 萬超岐          | 中國共產黨阿里地區委員會書記 2015年6月－2017年1月  | 繼任： 朱中奎   |
| 中華人民共和國政府职务 |                                                    |                 |
| 前任： 罗布顿珠        | 西藏自治区人民政府常务副主席 2021年1月－2021年12月 | 繼任： 肖友才   |
| 前任： 達娃扎西        | 阿里地區行政公署專員 2012年4月－2015年6月          | 繼任： 朱中奎   |
| 前任： 董克義          | 西藏自治區水利廳廳長 2005年7月－2012年5月          | 繼任： 達娃扎西 |